# Compulsory Skin
Compulsory Skin ist ein Rock-Projekt aus Berlin, das sich musikalisch im Alternative verortet.

## Geschichte
Die Band wurde im Jahr 1997 von der ehemaligen Domina Valeska Weich gegründet, auch bekannt unter ihrem Künstlernamen PiaPale.
PiaPale gilt als kreativer Kopf und alleinige Songschreiberin der Band. Des Weiteren arrangiert sie die meisten Stücke allein und spielt nahezu alle Instrumente selbst ein, alle weiteren Mitglieder der Band fungieren vornehmlich als Livebesetzung und Unterstützung. Darüber hinaus beschäftigt sich PiaPale mit Malerei und Fotografie, weshalb sie die Gestaltung ihre CDs, Booklets etc. selbst übernimmt.
Das Debüt Regulation Trilogie umfasste drei CDs, die in „Black“, „White“ und „Red“ unterteilt wurden. Die Nennung der Farben solljeweilige Seelenzustände umschreiben, welchen die Musik der einzelnen CDs entsprechen. Im Jahr 2007 brachten sie ihr zweites Album Naked to the Bones beim Bayreuther Label Danse Macabre heraus, welches einen Teil des Debüts komprimiert wiedergab. Songs wie Stained, The World in Me und Twisted waren auf beiden Veröffentlichungen erhalten. Mit diesem Album erzielten Compulsory Skin vornehmlich positive Resonanzen. Die Band veröffentlichte nachkommend mehrere Beiträge auf Kompilationen und produzierte die Musik zum Trailer für den russischen Kinofilm Wächter der Nacht – Nochnoi Dozor. Darüber hinaus arbeitete die Band für ihr erstes Video zum Song All You Can Eat mit dem ehemaligen Bassisten der Band Marilyn Manson, Gidget Gein, zusammen, der kurz darauf an einer Überdosis Heroin verstarb.

## Stil
Das musikalische Spektrum der Band bewegt sich vornehmlich im Alternative-Spektrum. Die Band wird dem elektronischen und rocklastigen Bereich zugeschrieben und deckt darin ein Spektrum zwischen Trip-Hop, Pop, Alternative Rock, Synth Rock und Facetten dazwischen ab.

## Diskografie
- 2005: Regulation Trilogie (Eigenvertrieb)
- 2007: Naked to the Bones (Danse Macabre)